# Relaciones España-Guinea
Las relaciones España-Guinea son las relaciones bilaterales entre estos dos países. Guinea tiene una embajada en Madrid y consulado honorarios en Barcelona, Las Palmas de Gran Canaria y Valencia. España tiene una embajada en Conakri

## Relaciones diplomáticas

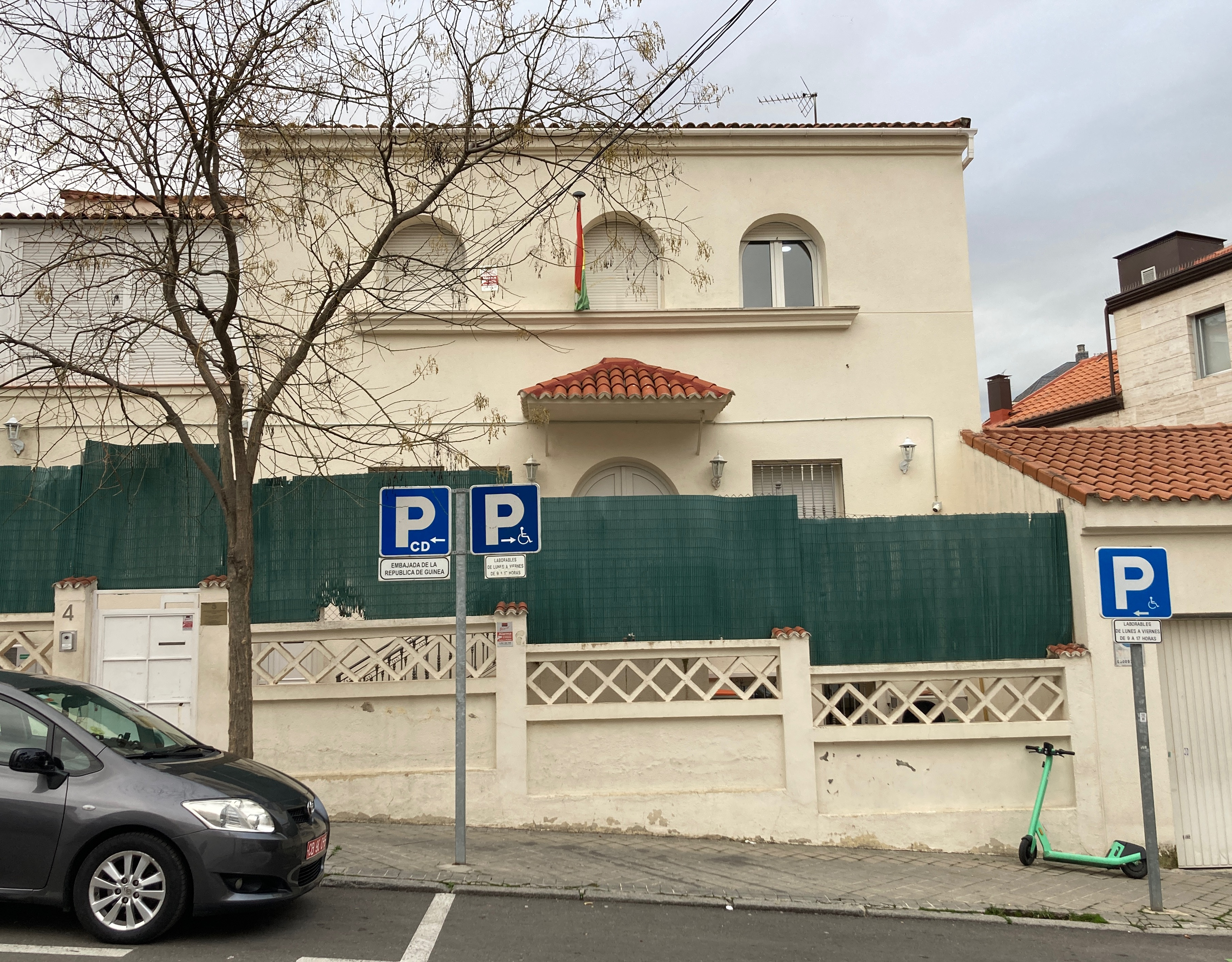
Embajada de Guinea, Madrid

España estableció relaciones diplomáticas con la República de Guinea el 10 de febrero de 1965.
La apertura de la Embajada de España en Conakri es un hito importante en las relaciones entre ambos países. El primer Embajador residente presenta Credenciales el 14-12-2007 y se procede a la apertura de la Cancillería el 15-2-2008. La apertura de la Embajada de Guinea en Madrid, en 2009 supuso un refuerzo de las relaciones bilaterales. En 2013, Guinea nombró a su primer Embajador en España.

## Cooperación
La cooperación española se inicia en el país a raíz de la puesta en marcha del Plan de Acción de la Conferencia Euroafricana sobre Migraciones de Rabat. Tras la visita del MAEC en octubre de 2006, España adquiere el compromiso de llevar a cabo un programa de cooperación con el país por un total de 5 millones de euros. Este compromiso supuso el punto de partida de la Cooperación Española en el país, viéndose reafirmado por la incorporación de Guinea en el Plan Director de 2009-2012 como país del grupo B (asociación focalizada). La ayuda comprometida por España en Guinea entre 2008 y 2013 superaba los 27 millones €. Algunos proyectos multilaterales canalizados a través del Banco Mundial y de la CEDEAO.